# Stazione di Zola Centro
Stazione di Zola Centro vasútállomás Olaszországban, Zola Predosa településen.

## Vasútvonalak
Az állomást az alábbi vasútvonalak érintik:
- Casalecchio–Vignola-vasútvonal

## Kapcsolódó állomások
A vasútállomáshoz az alábbi állomások vannak a legközelebb:
- Lavino railway station
- Stazione di Zola Chiesa